# Deputati dell'XI legislatura della Repubblica Italiana
Questo elenco riporta i nomi dei deputati della XI legislatura della Repubblica Italiana dopo le elezioni politiche del 1992.

## Gruppi
| Gruppi                                           | Inizio | Fine |
| ------------------------------------------------ | ------ | ---- |
| Democrazia Cristiana ()                          | 206    | 179  |
| Partito Democratico della Sinistra ()            | 107    | 106  |
| Partito Socialista Italiano ()                   | 92     | 91   |
| Lega Nord ()                                     | 55     | 50   |
| Partito della Rifondazione Comunista ()          | 35     | 33   |
| Movimento Sociale Italiano - Destra Nazionale () | 34     | 34   |
| Partito Repubblicano Italiano ()                 | 27     | 26   |
| Partito Liberale Italiano ()                     | 17     | 17   |
| Federazione dei Verdi ()                         | 16     | 16   |
| Partito Socialista Democratico Italiano ()       | 16     | 15   |
| La Rete ()                                       | 12     | 12   |
| Gruppo federalista europeo ()                    | 6      | 6    |
| Centro Cristiano Democratico ()                  | -      | 24   |
| Gruppo misto ()                                  | 7      | 21   |
| Totale                                           | 630    | 630  |

## Ufficio di presidenza

### Presidente
- Oscar Luigi Scalfaro (DC), fino al 25 maggio 1992;
- Giorgio Napolitano (PDS), dal 3 giugno 1992

### Vicepresidenti
- Alfredo Biondi (PLI)
- Mario D'Acquisto (DC), fino al 17 giugno 1993
- Tarcisio Gitti (DC), dal 25 giugno 1992
- Silvano Labriola (PSI), dal 30 aprile 1992
- Clemente Mastella (DC), dal 1º luglio 1993
- Stefano Rodotà (PDS), fino al 4 giugno 1992

### Questori
- Francesco Colucci (PSI)
- Elena Montecchi (PDS)
- Renzo Patria (DC)

### Segretari
- Renato Albertini (PRC)
- Elisabetta Bertotti (LN)
- Marco Boato (I Verdi)
- Emma Bonino (Federalista Europeo)
- Antonio Bruno (PSDI)
- Mario Dal Castello (DC)
- Paolo De Paoli (PSDI), fino al 6 maggio 1993
- Mauro Dutto (PRI), fino al 26 novembre 1992
- Michl Ebner (Gruppo misto)
- Alfredo Galasso (La Rete)
- Gaetano Gorgoni (PRI)
- Giulio Maceratini (MSI)
- Raffaele Mastrantuono (PSI)
- Maria Luisa Sangiorgio (PDS)
- Giuliano Silvestri (DC)

### Capigruppo parlamentari
- Francesco Rutelli (fino al 23 luglio 1993), Gianni Francesco Mattioli - Federazione dei Verdi
- Massimo D'Alema - Partito Democratico della Sinistra
- Lucio Magri - Partito della Rifondazione Comunista - Sinistra Europea
- Gerardo Bianco - Democrazia Cristiana
- Francesco D'Onofrio - Centro Cristiano Democratico
- Antonio Del Pennino (fino al 13 gennaio 1993), Giuseppe Galasso (fino al 23 settembre 1993), Alfredo Bianchini (fino al 26 gennaio 1994), Luciana Sbarbati - Partito Repubblicano Italiano
- Marco Formentini (fino all'8 luglio 1993), Roberto Maroni - Lega Nord
- Giuseppe Tatarella - Movimento Sociale Italiano - Destra Nazionale
- Dino Madaudo (fino al 30 giugno 1992), Enrico Ferri - Partito Socialista Democratico Italiano
- Marco Pannella - Gruppo Federalista Europeo
- Salvo Andò (fino al 28 giugno 1992), Andrea Buffoni (fino al 24 giugno 1993), Nicola Capria - Partito Socialista Italiano
- Paolo Battistuzzi (fino al 26 maggio 1993), Savino Melillo - Partito Liberale Italiano
- Diego Novelli - La Rete
- Luciano Caveri - Gruppo misto

### Commissioni parlamentari
- Commissione Affari Costituzionali: Adriano Ciaffi (DC)
- Commissione Giustizia: Benedetto Vincenzo Nicotra (DC), Giuseppe Gargani (DC)
- Commissione Affari esteri: Antonio Cariglia (PSDI)
- Commissione Difesa: Gastone Savio (DC)
- Commissione Bilancio, Tesoro e programmazione: Angelo Tiraboschi (PSI)
- Commissione Finanze: Manfredo Manfredi (DC)
- Commissione Cultura, Scienza e istruzione: Aldo Aniasi (PSI)
- Commissione Ambiente, Territorio e lavori pubblici: Giuseppe Cerutti (PSI)
- Commissione Trasporti, Poste e telecomunicazioni: Pasquale Lamorte (DC)
- Commissione Attività produttive: Agostino Marianetti (PSI)
- Commissione Lavoro: Vincenzo Mancini (DC)
- Commissione Affari sociali: Lino Armellin (DC)
- Commissione Agricoltura: Francesco Bruni (DC)

## Composizione storica
| Deputato                      | Collegio      | Gruppo       |
| ----------------------------- | ------------- | ------------ |
| Ernesto Abaterusso            | Lecce         | PDS          |
| Massimo Abbatangelo           | Napoli        | MSI-DN       |
| Fabrizio Abbate               | Roma          | DC           |
| Salvatore Abbruzzese          | Napoli        | PSI          |
| Giancarlo Acciaro             | Cagliari      | Misto (Fed.) |
| Paolo Agostinacchio           | Bari          | MSI-DN       |
| Michelangelo Agrusti          | Udine         | DC           |
| Stefano Aimone Prina          | Torino        | LN           |
| Vincenzo Alaimo               | Palermo       | DC           |
| Giuseppe Albertini            | Bologna       | PSI          |
| Renato Albertini              | Parma         | PRC          |
| Alberto Alessi                | Palermo       | DC           |
| Gianfranco Aliverti           | Como          | DC           |
| Giuseppe Aloise               | Catanzaro     | DC           |
| Giovanni Alterio              | Napoli        | DC           |
| Renato Altissimo              | Roma          | PLI          |
| Giuseppe Alveti               | Roma          | PDS          |
| Giuliano Amato                | Siena         | PSI          |
| Salvo Andò                    | Catania       | PSI          |
| Gianfranco Anedda             | Cagliari      | MSI-DN       |
| Giordano Angelini             | Bologna       | PDS          |
| Mario Angelini                | Pisa          | DC           |
| Uber Anghinoni                | Mantova       | LN           |
| Gavino Angius                 | Cagliari      | PDS          |
| Aldo Aniasi                   | Milano        | PSI          |
| Giovanni Antoci               | Catania       | DC           |
| Stefano Apuzzo                | Milano        | FdV          |
| Lino Armellin                 | Venezia       | DC           |
| Giulio Arrighini              | Brescia       | LN           |
| Rossella Artioli              | Milano        | PSI          |
| Roberto Asquini               | Udine         | LN           |
| Giuseppe Astone               | Catania       | DC           |
| Gianfranco Astori             | Torino        | DC           |
| Giuseppe Ayala                | Palermo       | PRI          |
| Angelo Azzolina               | Torino        | PRC          |
| Luciano Azzolini              | Trento        | DC           |
| Paolo Babbini                 | Bologna       | PSI          |
| Romano Baccarini              | Bologna       | DC           |
| Giovanni Bacciardi            | Firenze       | PRC          |
| Enzo Balocchi                 | Siena         | DC           |
| Maurizio Balocchi             | Genova        | LN           |
| Vincenzo Balzamo              | Brescia       | PSI          |
| Paolo Bampo                   | Udine         | LN           |
| Francesco Barbalace           | Catania       | PSI          |
| Augusto Antonio Barbera       | Bologna       | PDS          |
| Antonio Bargone               | Lecce         | PDS          |
| Luigi Baruffi                 | Milano        | DC           |
| Nedo Barzanti                 | Siena         | PRC          |
| Franco Bassanini              | Milano        | PDS          |
| Antonio Bassolino             | Napoli        | PDS          |
| Adolfo Battaglia              | Verona        | PRI          |
| Augusto Battaglia             | Roma          | PDS          |
| Paolo Battistuzzi             | Roma          | PLI          |
| Carole Beebe                  | Roma          | PDS          |
| Piergiorgio Bergonzi          | Mantova       | PRC          |
| Stefano Berni                 | Verona        | DC           |
| Filippo Berselli              | Bologna       | MSI-DN       |
| Paolo Bertezzolo              | Verona        | Rete         |
| Danilo Bertoli                | Udine         | DC           |
| Elisabetta Bertotti           | Trento        | LN           |
| Gianfranco Bettin             | Venezia       | FdV          |
| Pasqualino Biafora            | Catanzaro     | DC           |
| Alfredo Bianchini             | Venezia       | PRI          |
| Enzo Bianco                   | Catania       | PRI          |
| Gerardo Bianco                | Benevento     | DC           |
| Mario Biasci                  | Pisa          | DC           |
| Adriano Biasutti              | Udine         | DC           |
| Giuseppe Bicocchi             | Pisa          | DC           |
| Vincenzo Binetti              | Bari          | DC           |
| Alfredo Biondi                | Genova        | PLI          |
| Anna Maria Biricotti          | Pisa          | PDS          |
| Tommaso Bisagno               | Firenze       | DC           |
| Marco Boato                   | Trento        | FdV          |
| Ugo Boghetta                  | Bologna       | PRC          |
| Giorgio Bogi                  | Genova        | PRI          |
| Giovanni Boi                  | Cagliari      | DC           |
| Marida Bolognesi              | Genova        | PRC          |
| Mauro Bonato                  | Verona        | LN           |
| Emma Bonino                   | Roma          | GFE (LMP)    |
| Giovanni Bonomo               | Bari          | PRI          |
| Vito Bonsignore               | Torino        | DC           |
| Willer Bordon                 | Trieste       | PDS          |
| Mario Borghezio               | Torino        | LN           |
| Francesco Borgia              | Bari          | PSI          |
| Felice Borgoglio              | Cuneo         | PSI          |
| Giancarlo Borra               | Brescia       | DC           |
| Andrea Borri                  | Parma         | DC           |
| Gian Mauro Borsano            | Torino        | PSI          |
| Umberto Bossi                 | Milano        | LN           |
| Giuseppe Botta                | Torino        | DC           |
| Giorgio Brambilla             | Milano        | LN           |
| Roberta Breda                 | Udine         | PSI          |
| Mario Brunetti                | Catanzaro     | PRC          |
| Francesco Bruni               | Roma          | DC           |
| Antonio Bruno                 | Lecce         | PSDI         |
| Paolo Bruno                   | Catanzaro     | PSDI         |
| Andrea Buffoni                | Como          | PSI          |
| Teodoro Buontempo             | Roma          | MSI-DN       |
| Alessio Butti                 | Como          | MSI-DN       |
| Antonino Buttitta             | Palermo       | PSI          |
| Rocco Caccavari               | Parma         | PDS          |
| Paolo Caccia                  | Como          | DC           |
| Francesco Cafarelli           | Bari          | DC           |
| Roberto Calderoli             | Brescia       | LN           |
| Stefano Caldoro               | Napoli        | PSI          |
| Emilia Calini Canavesi        | Milano        | PRC          |
| Valerio Calzolaio             | Ancona        | PDS          |
| Giulio Camber                 | Trieste       | PSI          |
| Maura Camoirano               | Genova        | PDS          |
| Vassili Campatelli            | Firenze       | PDS          |
| Antonio Cancian               | Venezia       | DC           |
| Nicola Capria                 | Catania       | PSI          |
| Milziade Caprili              | Pisa          | PRC          |
| Giulio Caradonna              | Roma          | MSI-DN       |
| Antonio Carcarino             | Napoli        | PRC          |
| Salvatore Cardinale           | Palermo       | DC           |
| Rodolfo Carelli               | Roma          | DC           |
| Antonio Cariglia              | Bari          | PSDI         |
| Luca Carli                    | Trento        | DC           |
| Giuseppe Caroli               | Lecce         | DC           |
| Clemente Carta                | Roma          | DC           |
| Giorgio Carta                 | Cagliari      | PSDI         |
| Cosimo Casilli                | Lecce         | DC           |
| Carlo Casini                  | Firenze       | DC           |
| Pier Ferdinando Casini        | Bologna       | DC           |
| Guglielmo Castagnetti         | Brescia       | PRI          |
| Pierluigi Castagnetti         | Parma         | DC           |
| Luigi Castagnola              | Genova        | PDS          |
| Sergio Castellaneta           | Genova        | LN           |
| Roberto Castelli              | Como          | LN           |
| Luciana Castellina            | Perugia       | PRC          |
| Duccio Castellotti            | Milano        | DC           |
| Emidio Casula                 | Cagliari      | PSI          |
| Luciano Caveri                | Valle d'Aosta | Misto (VdA)  |
| Tiberio Cecere                | Napoli        | DC           |
| Marco Cellai                  | Firenze       | MSI-DN       |
| Giuliano Cellini              | Perugia       | PSI          |
| Giuseppe Cerutti              | Torino        | PSI          |
| Giovanni Cervetti             | Milano        | PDS          |
| Fabrizio Cesetti              | Ancona        | PDS          |
| Massimo Chiaventi             | Mantova       | PDS          |
| Vincenzo Ciabarri             | Como          | PDS          |
| Adriano Ciaffi                | Ancona        | DC           |
| Antonio Ciampaglia            | Napoli        | PSDI         |
| Roberto Cicciomessere         | Bologna       | GFE (LMP)    |
| Franco Ciliberti              | Perugia       | DC           |
| Tancredi Cimmino              | Napoli        | DC           |
| Graziano Cioni                | Firenze       | PDS          |
| Paolo Cirino Pomicino         | Napoli        | DC           |
| Nicola Colaianni              | Bari          | PDS          |
| Emilio Colombo                | Potenza       | DC           |
| Sergio Coloni                 | Trieste       | DC           |
| Francesco Colucci             | Milano        | PSI          |
| Gaetano Colucci               | Benevento     | MSI-DN       |
| Domenico Comino               | Cuneo         | LN           |
| Giorgio Conca                 | Mantova       | LN           |
| Carmelo Conte                 | Benevento     | PSI          |
| Giulio Conti                  | Ancona        | MSI-DN       |
| Calogero Corrao               | Palermo       | DC           |
| Giovanni Correnti             | Torino        | PDS          |
| Hubert Corsi                  | Siena         | DC           |
| Michele Cortese               | Catania       | PSI          |
| Raffaele Costa                | Cuneo         | PLI          |
| Silvia Costa                  | Roma          | DC           |
| Luciano Costantini            | Perugia       | PDS          |
| Robinio Costi                 | Roma          | PSDI         |
| Bettino Craxi                 | Milano        | PSI          |
| Federico Crippa               | Brescia       | FdV          |
| Nino Cristofori               | Bologna       | DC           |
| Famiano Crucianelli           | Roma          | PRC          |
| Vincenzino Culicchia          | Palermo       | DC           |
| Francesco Curci               | Benevento     | PSI          |
| Cesare Cursi                  | Roma          | DC           |
| Mario D'Acquisto              | Palermo       | DC           |
| Florindo D'Aimmo              | Campobasso    | DC           |
| Mario Dal                     | Verona        | DC           |
| Massimo D'Alema               | Lecce         | PDS          |
| Salvatore D'Alia              | Catania       | DC           |
| Nando dalla Chiesa            | Milano        | Rete         |
| Simona dalla Chiesa           | Catanzaro     | PDS          |
| Alessandro Dalla Via          | Verona        | PLI          |
| Carlo D'Amato                 | Napoli        | PSI          |
| Piergiuseppe D'Andreamatteo   | L'Aquila      | PSI          |
| Saverio D'Aquino              | Catania       | PLI          |
| Lino De Benetti               | Genova        | FdV          |
| Stelio De Carolis             | Bologna       | PRI          |
| Francesco De Lorenzo          | Napoli        | PLI          |
| Stefano De Luca               | Palermo       | PLI          |
| Gianni De Michelis            | Venezia       | PSI          |
| Ciriaco De Mita               | Benevento     | DC           |
| Paolo De Paoli                | Udine         | PSDI         |
| Pancrazio De Pasquale         | Catania       | PRC          |
| Andrea De Simone              | Benevento     | PDS          |
| Giuseppe Degennaro            | Bari          | DC           |
| Umberto Del Basso De Caro     | Benevento     | PSI          |
| Mauro Del Bue                 | Parma         | PSI          |
| Paolo Del Mese                | Benevento     | DC           |
| Antonio Del Pennino           | Milano        | PRI          |
| Teresio Delfino               | Cuneo         | DC           |
| Paris Dell'Unto               | Roma          | PSI          |
| Giuseppe Demitry              | Napoli        | PSI          |
| Giulio Di Donato              | Napoli        | PSI          |
| Franco Di Giuseppe            | Bari          | DC           |
| Fernando Di Laura Frattura    | Campobasso    | DC           |
| Giovanni Di Mauro             | Palermo       | DC           |
| Giovanni Di Pietro            | L'Aquila      | PDS          |
| Elisabetta Di Prisco          | Verona        | PDS          |
| Lino Diana                    | Roma          | DC           |
| Pasquale Diglio               | Bari          | PSI          |
| Giovanni Dolino               | Torino        | PRC          |
| Francesco D'Onofrio           | Roma          | DC           |
| Martino Dorigo                | Venezia       | PRC          |
| Fabio Dosi                    | Parma         | LN           |
| Mauro Dutto                   | Roma          | PRI          |
| Michl Ebner                   | Trento        | Misto (SVP)  |
| Giovanni Guido Elsner         | Roma          | Misto (LMP)  |
| Fabio Evangelisti             | Pisa          | PDS          |
| Ferdinando Facchiano          | Benevento     | PSDI         |
| Luigi Farace                  | Bari          | DC           |
| Luciano Faraguti              | Genova        | DC           |
| Gipo Farassino                | Torino        | LN           |
| Raffaele Farigu               | Cagliari      | PSI          |
| Franco Fausti                 | Roma          | DC           |
| Claudio Fava                  | Catania       | Rete         |
| Lino Osvaldo Felissari        | Milano        | PDS          |
| Francesco Ferrari             | Brescia       | DC           |
| Marte Ferrari                 | Como          | PSI          |
| Wilmo Ferrari                 | Verona        | DC           |
| Giulio Ferrarini              | Parma         | PSI          |
| Romano Ferrauto               | L'Aquila      | PSDI         |
| Enrico Ferri                  | Milano        | PSDI         |
| Rosa Filippini                | Roma          | PSI          |
| Laura Fincato                 | Verona        | PSI          |
| Gianfranco Fini               | Roma          | MSI-DN       |
| Anna Finocchiaro              | Catania       | PDS          |
| Publio Fiori                  | Roma          | DC           |
| Antonio Fischetti             | Firenze       | PRC          |
| Enzo Flego                    | Verona        | LN           |
| Pietro Folena                 | Palermo       | PDS          |
| Arnaldo Forlani               | Ancona        | DC           |
| Francesco Forleo              | Genova        | PDS          |
| Francesco Formenti            | Milano        | LN           |
| Marco Formentini              | Milano        | LN           |
| Rino Formica                  | Bari          | PSI          |
| Roberto Formigoni             | Milano        | DC           |
| Giuseppe Fortunato            | Ancona        | DC           |
| Franco Foschi                 | Ancona        | DC           |
| Luigi Foti                    | Catania       | DC           |
| Carlo Fracanzani              | Verona        | DC           |
| Riccardo Fragassi             | Firenze       | LN           |
| Mario Frasson                 | Venezia       | DC           |
| Angelo Fredda                 | Roma          | PDS          |
| Claudio Frontini              | Parma         | LN           |
| Lucia Fronza Crepaz           | Trento        | DC           |
| Ombretta Fumagalli Carulli    | Milano        | DC           |
| Angelo Gaetano Cresco         | Verona        | PSI          |
| Severino Galante              | Verona        | PRC          |
| Alfredo Galasso               | Palermo       | Rete         |
| Giuseppe Galasso              | Napoli        | PRI          |
| Domenico Galbiati             | Como          | DC           |
| Giancarlo Galli               | Como          | DC           |
| Giuseppe Gambale              | Napoli        | Rete         |
| Mariapia Garavaglia           | Milano        | DC           |
| Sergio Garavini               | Roma          | PRC          |
| Giuseppe Garesio              | Torino        | PSI          |
| Giuseppe Gargani              | Benevento     | DC           |
| Remo Gaspari                  | L'Aquila      | DC           |
| Isaia Gasparotto              | Udine         | PDS          |
| Maurizio Gasparri             | Roma          | MSI-DN       |
| Luciano Gelpi                 | Brescia       | DC           |
| Giorgio Ghezzi                | Bologna       | PDS          |
| Vasco Giannotti               | Siena         | PDS          |
| Carlo Giovanardi              | Parma         | DC           |
| Maurizio Giraldi              | Perugia       | DC           |
| Tarcisio Gitti                | Brescia       | DC           |
| Francesco Giuliari            | Verona        | FdV          |
| Vito Gnutti                   | Brescia       | LN           |
| Gaetano Gorgoni               | Lecce         | PRI          |
| Giovanni Goria                | Cuneo         | DC           |
| Settimo Gottardo              | Verona        | DC           |
| Alda Grassi                   | Cuneo         | LN           |
| Ennio Grassi                  | Bologna       | PDS          |
| Tano Grasso                   | Catania       | PDS          |
| Renato Grilli                 | Parma         | PDS          |
| Luigi Grillo                  | Genova        | DC           |
| Salvatore Grillo              | Catania       | PRI          |
| Ugo Grippo                    | Napoli        | DC           |
| Giacomo Gualco                | Genova        | DC           |
| Galileo Guidi                 | Firenze       | PDS          |
| Francesco Paolo Iannuzzi      | Napoli        | DC           |
| Berardo Impegno               | Napoli        | PDS          |
| Ferdinando Imposimato         | Napoli        | PDS          |
| Chiara Ingrao                 | Roma          | PDS          |
| Renzo Innocenti               | Firenze       | PDS          |
| Ugo Intini                    | Genova        | PSI          |
| Antonio Iodice                | Napoli        | DC           |
| Felice Iossa                  | Napoli        | PSI          |
| Nilde Iotti                   | Parma         | PDS          |
| Eugenio Jannelli              | Napoli        | PDS          |
| Giuseppe La Ganga             | Torino        | PSI          |
| Antonio La Gloria             | Benevento     | PSI          |
| Giorgio La Malfa              | Milano        | PRI          |
| Girolamo La Penna             | Campobasso    | DC           |
| Angelo La Russa               | Palermo       | DC           |
| Ignazio La Russa              | Milano        | MSI-DN       |
| Silvano Labriola              | Pisa          | PSI          |
| Pasquale Lamorte              | Potenza       | DC           |
| Bruno Landi                   | Roma          | PSI          |
| Rocco Larizza                 | Torino        | PDS          |
| Fede Latronico                | Genova        | LN           |
| Vito Lattanzio                | Bari          | DC           |
| Ferdinando Latteri            | Catania       | DC           |
| Angelo Lauricella             | Palermo       | PDS          |
| Salvatore Lauricella          | Palermo       | PSI          |
| Marcello Lazzati              | Milano        | LN           |
| Vito Leccese                  | Bari          | FdV          |
| Pino Leccisi                  | Lecce         | DC           |
| Silvio Lega                   | Torino        | DC           |
| Claudio Lenoci                | Bari          | PSI          |
| Federico Guglielmo Lento      | Palermo       | PRC          |
| Giuseppe Leone                | Lecce         | DC           |
| Luca Leoni Orsenigo           | Como          | LN           |
| Mario Lettieri                | Potenza       | PDS          |
| Antonio Lia                   | Lecce         | DC           |
| Guido Lo Porto                | Palermo       | MSI-DN       |
| Agazio Loiero                 | Catanzaro     | DC           |
| Antonino Lombardo             | Catania       | DC           |
| Franco Longo                  | Verona        | PDS          |
| Maria Rita Lorenzetti         | Perugia       | PDS          |
| Luigi Lucarelli               | Napoli        | PSI          |
| Pino Lucchesi                 | Pisa          | DC           |
| Renzo Lusetti                 | Benevento     | DC           |
| Giacomo Maccheroni            | Pisa          | PSI          |
| Giulio Maceratini             | Roma          | MSI-DN       |
| Dino Madaudo                  | Catania       | PSDI         |
| Silvio Magistroni             | Milano        | LN           |
| Antonio Magnabosco            | Verona        | LN           |
| Antonio Magri                 | Brescia       | LN           |
| Lucio Magri                   | L'Aquila      | PRC          |
| Tiziana Maiolo                | Milano        | PRC          |
| Raimondo Maira                | Palermo       | DC           |
| Piergiovanni Malvestio        | Venezia       | DC           |
| Oscar Mammì                   | Roma          | PRI          |
| Enrico Manca                  | Perugia       | PSI          |
| Claudia Mancina               | Ancona        | PDS          |
| Gianmarco Mancini             | Pisa          | LN           |
| Vincenzo Mancini              | Napoli        | DC           |
| Manfredo Manfredi             | Genova        | DC           |
| Lucio Manisco                 | Bologna       | PRC          |
| Calogero Mannino              | Palermo       | DC           |
| Leone Manti                   | Catanzaro     | DC           |
| Ramon Mantovani               | Milano        | PRC          |
| Silvio Mantovani              | Ancona        | PDS          |
| Andrea Marcucci               | Pisa          | PLI          |
| Francesco Marenco             | Genova        | MSI-DN       |
| Ferdinando Margutti           | L'Aquila      | DC           |
| Nino Marianetti               | Roma          | PSI          |
| Franco Marini                 | Roma          | DC           |
| Luigi Marino                  | Napoli        | PRC          |
| Roberto Maroni                | Como          | LN           |
| Germano Marri                 | Perugia       | PDS          |
| Claudio Martelli              | Mantova       | PSI          |
| Ugo Martinat                  | Torino        | MSI-DN       |
| Alfonso Martucci              | Napoli        | PLI          |
| Biagio Marzo                  | Lecce         | PSI          |
| Nadia Masini                  | Bologna       | PDS          |
| Massimo Massano               | Torino        | MSI-DN       |
| Renato Massari                | Milano        | PSI          |
| Clemente Mastella             | Benevento     | DC           |
| Raffaele Mastrantuono         | Napoli        | PSI          |
| Pietro Mastranzo              | Napoli        | DC           |
| Antonio Matarrese             | Bari          | DC           |
| Sergio Mattarella             | Palermo       | DC           |
| Bruno Matteja                 | Torino        | LN           |
| Altero Matteoli               | Pisa          | MSI-DN       |
| Gianni Mattioli               | Milano        | FdV          |
| Giuseppe Matulli              | Firenze       | DC           |
| Mariella Mazzetto             | Verona        | LN           |
| Angelo Mazzola                | Milano        | DC           |
| Daniela Mazzuconi             | Milano        | DC           |
| Eugenio Melandri              | Como          | PRC          |
| Salvatore Meleleo             | Lecce         | DC           |
| Gianni Melilla                | L'Aquila      | PDS          |
| Savino Melillo                | Bari          | PLI          |
| Carmine Mensorio              | Napoli        | DC           |
| Elio Mensurati                | Roma          | DC           |
| Giovanni Meo                  | Venezia       | LN           |
| Corrado Metri                 | Bologna       | LN           |
| Alberto Michelini             | Roma          | DC           |
| Mauro Michielon               | Venezia       | LN           |
| Riccardo Misasi               | Catanzaro     | DC           |
| Pietro Mita                   | Lecce         | PRC          |
| Enrico Modigliani             | Roma          | PRI          |
| Mariolina Moioli Viganò       | Brescia       | DC           |
| Luigi Mombelli                | Como          | PDS          |
| Paolo Monello                 | Catania       | PDS          |
| Giovanni Mongiello            | Bari          | DC           |
| Elena Montecchi               | Parma         | PDS          |
| Gianfranco Morgando           | Torino        | DC           |
| Gabriele Mori                 | Roma          | DC           |
| Sergio Moroni                 | Brescia       | PSI          |
| Antonio Mundo                 | Catanzaro     | PSI          |
| Fabio Mussi                   | Pisa          | PDS          |
| Alessandra Mussolini          | Napoli        | MSI-DN       |
| Angelo Muzio                  | Cuneo         | PRC          |
| Domenico Nania                | Catania       | MSI-DN       |
| Vito Napoli                   | Catanzaro     | DC           |
| Giorgio Napolitano            | Napoli        | PDS          |
| Carmine Nardone               | Benevento     | PDS          |
| Luigi Negri                   | Milano        | LN           |
| Riccardo Nencini              | Firenze       | PSI          |
| Anna Nenna D'Antonio          | L'Aquila      | DC           |
| Renato Nicolini               | Roma          | PDS          |
| Rino Nicolosi                 | Catania       | DC           |
| Benedetto Vincenzo Nicotra    | Catania       | DC           |
| Giovanni Nonne                | Cagliari      | PSI          |
| Diego Novelli                 | Torino        | Rete         |
| Francesco Nucara              | Catanzaro     | PRI          |
| Anna Maria Nucci Mauro        | Catanzaro     | DC           |
| Gaspare Nuccio                | Palermo       | Rete         |
| Achille Occhetto              | Roma          | PDS          |
| Gianfranco Occhipinti         | Palermo       | PSDI         |
| Gerardo Mario Oliverio        | Catanzaro     | PDS          |
| Rosario Olivo                 | Catanzaro     | PSI          |
| Giovanni Ongaro               | Brescia       | LN           |
| Benito Orgiana                | Cagliari      | PRI          |
| Leoluca Orlando               | Palermo       | Rete         |
| Gabriele Ostinelli            | Como          | LN           |
| Giovanni Paciullo             | Perugia       | DC           |
| Fabio Padovan                 | Venezia       | LN           |
| Maurizio Pagani               | Torino        | PSDI         |
| Santino Pagano                | Catania       | DC           |
| Roberto Paggini               | Pisa          | PRI          |
| Mauro Paissan                 | Pisa          | FdV          |
| Maurizio Paladini             | Parma         | DC           |
| Carlo Palermo                 | Trento        | Rete         |
| Marco Pannella                | Torino        | GFE (LMP)    |
| Antonio Pappalardo            | Roma          | PSDI         |
| Gastone Parigi                | Udine         | MSI-DN       |
| Antonio Parlato               | Napoli        | MSI-DN       |
| Nicola Pasetto                | Verona        | MSI-DN       |
| Stefano Passigli              | Firenze       | PRI          |
| Carmine Patarino              | Lecce         | MSI-DN       |
| Renzo Patria                  | Cuneo         | DC           |
| Antonio Patuelli              | Bologna       | PLI          |
| Alfonso Pecoraro Scanio       | Napoli        | FdV          |
| Giovanni Pellicani            | Venezia       | PDS          |
| Gerolamo Pellicanò            | Milano        | PRI          |
| Corrado Peraboni              | Milano        | LN           |
| Mario Perani                  | Mantova       | DC           |
| Fabio Perinei                 | Bari          | PDS          |
| Vincenzo Perrone              | Lecce         | DC           |
| Pierluigi Petrini             | Parma         | LN           |
| Edilio Petrocelli             | Campobasso    | PDS          |
| Claudio Petruccioli           | Milano        | PDS          |
| Gabriele Piermartini          | Roma          | PSI          |
| Maurizio Pieroni              | Ancona        | FdV          |
| Paolo Pillitteri              | Milano        | PSI          |
| Roberto Pinza                 | Bologna       | DC           |
| Claudio Pioli                 | Torino        | LN           |
| Matteo Piredda                | Cagliari      | DC           |
| Franco Piro                   | Bologna       | PSI          |
| Rino Piscitello               | Catania       | Rete         |
| Pino Pisicchio                | Bari          | DC           |
| Irene Pivetti                 | Milano        | LN           |
| Antonio Pizzinato             | Milano        | PDS          |
| Danilo Poggiolini             | Torino        | PRI          |
| Adriana Poli Bortone          | Lecce         | MSI-DN       |
| Giovanni Polidoro             | L'Aquila      | DC           |
| Francesco Polizio             | Napoli        | DC           |
| Barbara Pollastrini           | Milano        | PDS          |
| Mauro Polli                   | Torino        | LN           |
| Salvatore Pollichino          | Palermo       | Rete         |
| Pierluigi Polverari           | Como          | PSI          |
| Damiano Potì                  | Lecce         | PSI          |
| Giovanni Prandini             | Brescia       | DC           |
| Fulco Pratesi                 | Torino        | FdV          |
| Nellino Prevosto              | Cagliari      | PDS          |
| Sandro Principe               | Catanzaro     | PSI          |
| Fiorello Provera              | Como          | LN           |
| Carmelo Pujia                 | Catanzaro     | DC           |
| Mario Raffaelli               | Trento        | PSI          |
| Bruno Randazzo                | Cagliari      | DC           |
| Pio Rapagnà                   | L'Aquila      | GFE (LMP)    |
| Remo Ratto                    | Torino        | PRI          |
| Gianni Ravaglia               | Bologna       | PRI          |
| Marco Ravaglioli              | Roma          | DC           |
| Aldo Rebecchi                 | Brescia       | PDS          |
| Vincenzo Recchia              | Roma          | PDS          |
| Alfredo Reichlin              | Bari          | PDS          |
| Giuseppe Reina                | Palermo       | PSI          |
| Aldo Renzulli                 | Udine         | PSI          |
| Romeo Ricciuti                | L'Aquila      | DC           |
| Vito Riggio                   | Palermo       | DC           |
| Mario Rigo                    | Verona        | Misto (LAV)  |
| Alfonsina Rinaldi             | Parma         | PDS          |
| Luigi Rinaldi                 | Ancona        | DC           |
| Gianni Rivera                 | Milano        | DC           |
| Augusto Rizzi                 | Parma         | PRI          |
| Franco Rocchetta              | Verona        | LN           |
| Stefano Rodotà                | Firenze       | PDS          |
| Virginio Rognoni              | Milano        | DC           |
| Angelo Rojch                  | Cagliari      | DC           |
| Domenico Romano               | Bari          | PSI          |
| Paolo Romeo                   | Catanzaro     | PSDI         |
| Pier Luigi Romita             | Cuneo         | PSI          |
| Edo Ronchi                    | Como          | FdV          |
| Gianni Wilmer Ronzani         | Torino        | PDS          |
| Giacomo Rosini                | Brescia       | DC           |
| Guglielmo Rositani            | Perugia       | MSI-DN       |
| Alberto Rossi                 | Verona        | DC           |
| Luigi Rossi                   | Bologna       | LN           |
| Maria Cristina Rossi          | Milano        | LN           |
| Oreste Rossi                  | Cuneo         | LN           |
| Raffaele Rotiroti             | Roma          | PSI          |
| Laura Rozza                   | Roma          | Rete         |
| Antonio Ruberti               | Roma          | PSI          |
| Giovanni Russo Spena          | Brescia       | PRC          |
| Ivo Russo                     | Benevento     | DC           |
| Raffaele Russo                | Napoli        | DC           |
| Francesco Rutelli             | Roma          | FdV          |
| Maurizio Sacconi              | Venezia       | PSI          |
| Gabriele Salerno              | Torino        | PSI          |
| Massimo Luigi Salvadori       | Cuneo         | PDS          |
| Nicola Sanese                 | Bologna       | DC           |
| Carlo Sangalli                | Milano        | DC           |
| Maria Luisa Sangiorgio        | Milano        | PDS          |
| Mauro Sanguineti              | Genova        | PSI          |
| Anna Sanna                    | Cagliari      | PDS          |
| Giuseppe Santonastaso         | Napoli        | DC           |
| Attilio Santoro               | Catanzaro     | PLI          |
| Italico Santoro               | Benevento     | PRI          |
| Giorgio Santuz                | Udine         | DC           |
| Angelo Sanza                  | Potenza       | DC           |
| Orazio Sapienza               | Catania       | DC           |
| Giuseppe Saretta              | Verona        | DC           |
| Giovanni Sarritzu             | Cagliari      | PRC          |
| Marco Sartori                 | Como          | LN           |
| Maria Antonietta Sartori      | Roma          | PDS          |
| Riccardo Sartoris             | Torino        | DC           |
| Nicola Savino                 | Potenza       | PSI          |
| Gastone Savio                 | Verona        | DC           |
| Luciana Sbarbati              | Ancona        | PRI          |
| Vittorio Sbardella            | Roma          | DC           |
| Oscar Luigi Scalfaro          | Torino        | DC           |
| Massimo Scalia                | Roma          | FdV          |
| Romano Scarfagna              | L'Aquila      | PLI          |
| Guglielmo Scarlato            | Benevento     | DC           |
| Antonio Scavone               | Catania       | DC           |
| Vincenzo Scotti               | Napoli        | DC           |
| Mariotto Segni                | Cagliari      | DC           |
| Salvatore Senese              | Pisa          | PDS          |
| Anna Maria Serafini           | Siena         | PDS          |
| Gianna Serra                  | Bologna       | PDS          |
| Pinuccio Serra                | Cagliari      | DC           |
| Franco Servello               | Milano        | MSI-DN       |
| Maria Grazia Sestero Gianotti | Torino        | PRC          |
| Vittorio Sgarbi               | Cagliari      | PLI          |
| Claudio Signorile             | Lecce         | PSI          |
| Giuliano Silvestri            | Ancona        | DC           |
| Giancarlo Sitra               | Catanzaro     | PDS          |
| Pietro Soddu                  | Cagliari      | DC           |
| Bruno Solaroli                | Bologna       | PDS          |
| Angelino Sollazzo             | Campobasso    | PSI          |
| Vincenzo Sorice               | Bari          | DC           |
| Giuseppe Soriero              | Catanzaro     | PDS          |
| Nino Sospiri                  | L'Aquila      | MSI-DN       |
| Francesco Speranza            | Roma          | PRC          |
| Valdo Spini                   | Firenze       | PSI          |
| Angelo Staniscia              | L'Aquila      | PDS          |
| Egidio Sterpa                 | Milano        | PLI          |
| Salvatore Stornello           | Catania       | PSI          |
| Renato Strada                 | Mantova       | PDS          |
| Domenico Susi                 | L'Aquila      | PSI          |
| Bruno Tabacci                 | Mantova       | DC           |
| Antonio Tancredi              | L'Aquila      | DC           |
| Eugenio Tarabini              | Como          | DC           |
| Marco Taradash                | Milano        | GFE (LMP)    |
| Carlo Tassi                   | Parma         | MSI-DN       |
| Mario Tassone                 | Catanzaro     | DC           |
| Giuseppe Tatarella            | Bari          | MSI-DN       |
| Flavio Tattarini              | Siena         | PDS          |
| Giovanna Tealdi               | Cuneo         | DC           |
| Francesco Tempestini          | Benevento     | PSI          |
| Silvestro Terzi               | Brescia       | LN           |
| Antonio Testa                 | Verona        | PSI          |
| Chicco Testa                  | Brescia       | PDS          |
| Helga Thaler Ausserhofer      | Trento        | Misto (SVP)  |
| Angelo Tiraboschi             | Ancona        | PSI          |
| Raffaele Tiscar               | Firenze       | DC           |
| Carlo Tognoli                 | Milano        | PSI          |
| Giuseppe Torchio              | Mantova       | DC           |
| Aldo Tortorella               | Genova        | PDS          |
| Quarto Trabacchini            | Roma          | PDS          |
| Vincenzo Trantino             | Catania       | MSI-DN       |
| Franco Trappoli               | Ancona        | PSI          |
| Mirko Tremaglia               | Brescia       | MSI-DN       |
| Girolamo Tripodi              | Catanzaro     | PRC          |
| Lalla Trupia                  | Verona        | PDS          |
| Paolo Tuffi                   | Roma          | DC           |
| Lanfranco Turci               | Parma         | PDS          |
| Livia Turco                   | Torino        | PDS          |
| Sauro Turroni                 | Bologna       | FdV          |
| Salvatore Urso                | Catania       | DC           |
| Gaetano Vairo                 | Napoli        | DC           |
| Raffaele Valensise            | Catanzaro     | MSI-DN       |
| Mauro Vannoni                 | Firenze       | PDS          |
| Salvatore Varriale            | Napoli        | DC           |
| Valter Veltroni               | Perugia       | PDS          |
| Nicola Vendola                | Bari          | PRC          |
| Adriana Vigneri               | Venezia       | PDS          |
| Luciano Violante              | Torino        | PDS          |
| Davide Visani                 | Bologna       | PDS          |
| Michele Viscardi              | Napoli        | DC           |
| Roberto Visentin              | Udine         | LN           |
| Vincenzo Viti                 | Potenza       | DC           |
| Alfredo Vito                  | Napoli        | DC           |
| Elio Vito                     | Napoli        | GFE (LMP)    |
| Carlo Vizzini                 | Palermo       | PSDI         |
| Paolo Volponi                 | Ancona        | PRC          |
| Salvatore Vozza               | Napoli        | PDS          |
| Hans Widmann                  | Trento        | Misto (SVP)  |
| Alfredo Zagatti               | Bologna       | PDS          |
| Bruno Zambon                  | Venezia       | DC           |
| Amedeo Zampieri               | Verona        | DC           |
| Gabriella Zanferrari          | Verona        | DC           |
| Valerio Zanone                | Torino        | PLI          |
| Giovanni Zarro                | Benevento     | DC           |
| Saverio Zavettieri            | Catanzaro     | PSI          |
| Pietro Zoppi                  | Genova        | DC           |

## Deputati surroganti proclamati eletti ad inizio legislatura
Di seguito i deputati proclamati eletti in surrogazione dei candidati plurieletti.
| Lista  | Eletto surrogato     | Opzione  | Subentrante            | Collegio |
| ------ | -------------------- | -------- | ---------------------- | -------- |
| PDS    | Carlo Rognoni        | Senato   | Francesco Forleo       | Genova   |
| PDS    | Nilde Iotti          | Parma    | Claudio Petruccioli    | Milano   |
| PDS    | Achille Occhetto     | Roma     | Giorgio Ghezzi         | Bologna  |
| LN     | Gipo Farassino       | Torino   | Alda Grassi            | Cuneo    |
| LN     | Franco Rocchetta     | Verona   | Giovanni Meo Zilio     | Venezia  |
| LN     | Fabio Dosi           | Parma    | Corrado Metri          | Bologna  |
| PRC    | Edda Fagni           | Senato   | Milziade Caprili       | Pisa     |
| PRC    | Lucio Libertini      | Senato   | Angelo Azzolina        | Torino   |
| PRC    | Lucio Libertini      | Senato   | Angelo Muzio           | Cuneo    |
| PRC    | Ersilia Salvato      | Senato   | Antonio Carcarino      | Napoli   |
| PRC    | Luigi Vinci          | Senato   | Emilia Calini Canavesi | Milano   |
| PRC    | Giovanni Russo Spena | Brescia  | Luigi Marino           | Napoli   |
| PRC    | Lucio Manisco        | Bologna  | Ramon Mantovani        | Milano   |
| PRC    | Lucio Manisco        | Bologna  | Francesco Speranza     | Roma     |
| PRC    | Sergio Garavini      | Roma     | Marida Bolognesi       | Genova   |
| PRC    | Sergio Garavini      | Roma     | Ugo Boghetta           | Bologna  |
| PRC    | Lucio Magri          | L'Aquila | Giovanni Bacciardi     | Firenze  |
| MSI-DN | Gianfranco Fini      | Roma     | Francesco Marenco      | Genova   |
| MSI-DN | Alessandra Mussolini | Napoli   | Filippo Berselli       | Bologna  |
| PRI    | Giorgio La Malfa     | Milano   | Remo Ratto             | Torino   |
| PRI    | Giorgio La Malfa     | Milano   | Gianni Ravaglia        | Bologna  |
| PLI    | Renato Altissimo     | Roma     | Romano Scarfagna       | L'Aquila |
| Rete   | Carlo Palermo        | Trento   | Giuseppe Gambale       | Napoli   |
| Rete   | Leoluca Orlando      | Palermo  | Paolo Bertezzolo       | Verona   |
| Rete   | Leoluca Orlando      | Palermo  | Laura Rozza            | Roma     |
| LMP    | Marco Pannella       | Torino   | Marco Taradash         | Milano   |
| LMP    | Marco Pannella       | Torino   | Emma Bonino            | Roma     |
| LMP    | Emma Bonino          | Roma     | Elio Vito              | Napoli   |

1. ↑  In seguito all'ulteriore opzione di Armando Cossutta per il Senato
2. ↑  In seguito alle ulteriori opzioni di Carlo Palermo per il collegio di Trento e di Alfredo Galasso per il collegio di Palermo
3. ↑  In surrogazione di Marco Pannella

## Modifiche intervenute

### Modifiche intervenute nella composizione dell'assemblea
| Uscente                    | Subentrante            | Lista | Collegio | Causa | Data       |
| -------------------------- | ---------------------- | ----- | -------- | ----- | ---------- |
| Luciana Castellina         | Orfeo Goracci          | PRC   |          |       | 12.05.1992 |
| Oscar Luigi Scalfaro       | Guido Bodrato          | DC    |          |       | 29.05.1992 |
| Nino Cristofori            | Paolo Mengoli          | DC    |          |       | 30.07.1992 |
| Giovanni Goria             | Ettore Paganelli       | DC    |          |       | 30.07.1992 |
| Eugenio Melandri           | Mauro Guerra           | PRC   |          |       | 30.07.1992 |
| Sergio Moroni              | Guido Alberini         | PSI   |          |       | 02.09.1992 |
| Emilio Colombo             | Giampaolo D'Andrea     | DC    |          |       | 15.09.1992 |
| Pancrazio De Pasquale      | Luca Cangemi           | PRC   |          |       | 29.09.1992 |
| Vincenzo Balzamo           | Stefano Bottini        | PSI   |          |       | 04.11.1992 |
| Mauro Dutto                | Ottavio Lavaggi        | PRI   |          |       | 02.12.1992 |
| Benedetto Vincenzo Nicotra | Antonio Miceli         | DC    |          |       | 03.12.1992 |
| Maurizio Giraldi           | Filippo Micheli        | DC    |          |       | 03.12.1992 |
| Antonio Ruberti            | Antonio Quattrocchi    | PSI   |          |       | 14.01.1993 |
| Paolo Volponi              | Gianfilippo Benedetti  | PRC   |          |       | 17.02.1993 |
| Alfredo Vito               | Salvatore Margiotta    | DC    |          |       | 29.04.1993 |
| Vincenzo Recchia           | Goffredo Maria Bettini | PDS   |          |       | 14.09.1993 |
| Marco Formentini           | Elisabetta Castellazzi | LN    |          |       | 14.09.1993 |
| Enzo Bianco                | Alfio Speranza         | PRI   |          |       | 14.09.1993 |
| Carlo Palermo              | Paolo Prodi            | Rete  |          |       | 09.12.1993 |
| Leoluca Orlando            | Antonino Borruso       | Rete  |          |       | 14.12.1993 |
| Antonio Bassolino          | Guido De Martino       | PDS   |          |       | 11.01.1994 |
| Federico Crippa            | Giancarlo Salvoldi     | FdV   |          |       | 12.01.1994 |
| Francesco Rutelli          | Franco Russo           | FdV   |          |       | 14.01.1994 |

### Modifiche intervenute nella composizione dei gruppi

#### Centro Cristiano Democratico
- Il gruppo si costituisce in data 19.01.1994. Ad esso aderiscono: Alberto Alessi, Giovanni Alterio, Pasqualino Biafora, Giuseppe Caroli, Pier Ferdinando Casini, Mario D'Acquisto, Salvatore D'Alia, Francesco D'Onofrio, Franco Fausti, Luigi Foti, Ombretta Fumagalli Carulli, Carlo Giovanardi, Giacomo Gualco, Francesco Paolo Iannuzzi, Angelo La Russa, Silvio Lega, Giuseppe Leone, Mario Clemente Mastella, Carmine Mensorio, Giovanni Mongiello, Santino Pagano e Francesco Polizio, provenienti dal gruppo DC-PPI.
- Il 27.01.1994 aderiscono al gruppo Calogero Corrao e Luigi Farace, provenienti dal gruppo DC-PPI.